# Solowjowo (Kaliningrad)
Solowjowo (russisch Соловьёво, deutsch Garbnicken) ist ein Ort in der russischen Oblast Kaliningrad (Gebiet Königsberg (Preußen)). Er liegt im Rajon Prawdinsk (Kreis Friedland (Ostpr.)) und gehört zur Domnowskoje selskoje posselenije (Landgemeinde Domnowo (Domnau)).

## Geographische Lage
Solowjowo liegt 15 Kilometer westlich der Rajonshauptstadt Prawdinsk (Friedland) an einer Nebenstraße, die Domnowo (Domnau) mit Aljochino (Naukritten) und Tischino (Abschwangen) an der russischen Fernstraße A 196 (ehemalige deutsche Reichsstraße 131) verbindet. Bis 1945 war Domnau (heute russisch: Domnowo) die nächste Bahnstation an der Bahnstrecke von Königsberg (heute russisch: Kaliningrad) nach Angerburg (heute polnisch: Węgorzewo), die nicht mehr in Betrieb ist.

## Geschichte
Das ehemals Garbnicken genannte Gutsdorf war bis 1928 ein Ortsteil des Gutsbezirks Groß Saalau (russisch: Gontscharowo) im namensgleichen Amtsbezirk Groß Saalau. Er gehörte zum 1927 in Landkreis Bartenstein (Ostpr.) umbenannten Kreis Friedland im Regierungsbezirk Königsberg der preußischen Provinz Ostpreußen.
Am 1. November 1928 wurde der Gutsbezirk Groß Saalau mit allen Ortsteilen in die Stadtgemeinde Domnau (russisch: Domnowo) eingemeindet.
1945 kam Garbnicken mit dem nördlichen Ostpreußen an die Sowjetunion und erhielt 1950 die Bezeichnung „Solowjowo“. Bis zum Jahre 2009 war der Ort in den Domnowski sowjet (Dorfsowjet Domnowo (Domnau)) eingegliedert und ist seither aufgrund einer Struktur- und Verwaltungsreform eine als „Siedlung“ (russisch: possjolok) eingestufte Ortschaft in der Domnowskoje selskoje posselenije (Landgemeinde Domnowo) im Rajon Prawdinsk.

## Kirche
Aufgrund seiner überwiegend evangelischen Bevölkerung war Garbnicken vor 1945 in das Kirchspiel Domnau (russisch: Domnowo) eingepfarrt. Es gehörte zum Kirchenkreis Friedland (heute russisch: Prawdinsk), dann zum Kirchenkreis Bartenstein (heute polnisch: Bartoszyce) in der Kirchenprovinz Ostpreußen der Kirche der Altpreußischen Union.
Der kirchliche Bezug nach Domnowo gilt auch heute noch für Solowjowo. Die Kirchengemeinde Domnowo ist heute eine Filialgemeinde der Auferstehungskirche in Kaliningrad (Königsberg) und gehört zur Propstei Kaliningrad in der Evangelisch-Lutherischen Kirche Europäisches Russland (ELKER).